# ألان مور (لاعب كرة قدم)
ألان مور (بالإنجليزية: Alan Moore) (25 نوفمبر 1974 بدبلن في جمهورية أيرلندا - ) هو لاعب كرة قدم أيرلندي في مركز الوسط. شارك مع منتخب جمهورية أيرلندا تحت 17 سنة لكرة القدم ومنتخب جمهورية أيرلندا لكرة القدم. أما مع النوادي، فقد لعب مع ديري سيتي ونادي بارنسلي ونادي بيرنلي ونادي سليغو روفرز ونادي شيلبورن ونادي ميدلزبره.

## وصلات خارجية
- ألان مور على موقع قاعدة بيانات كرة القدم.إي يو (الإنجليزية)
- ألان مور على موقع ناشيونال فوتبول تيمز (الإنجليزية)
- ألان مور على موقع Soccerbase.com (لاعب) (الإنجليزية)
- ألان مور على موقع عالم كرة القدم.نت (الإنجليزية)